# San Zeno (Bardolino)

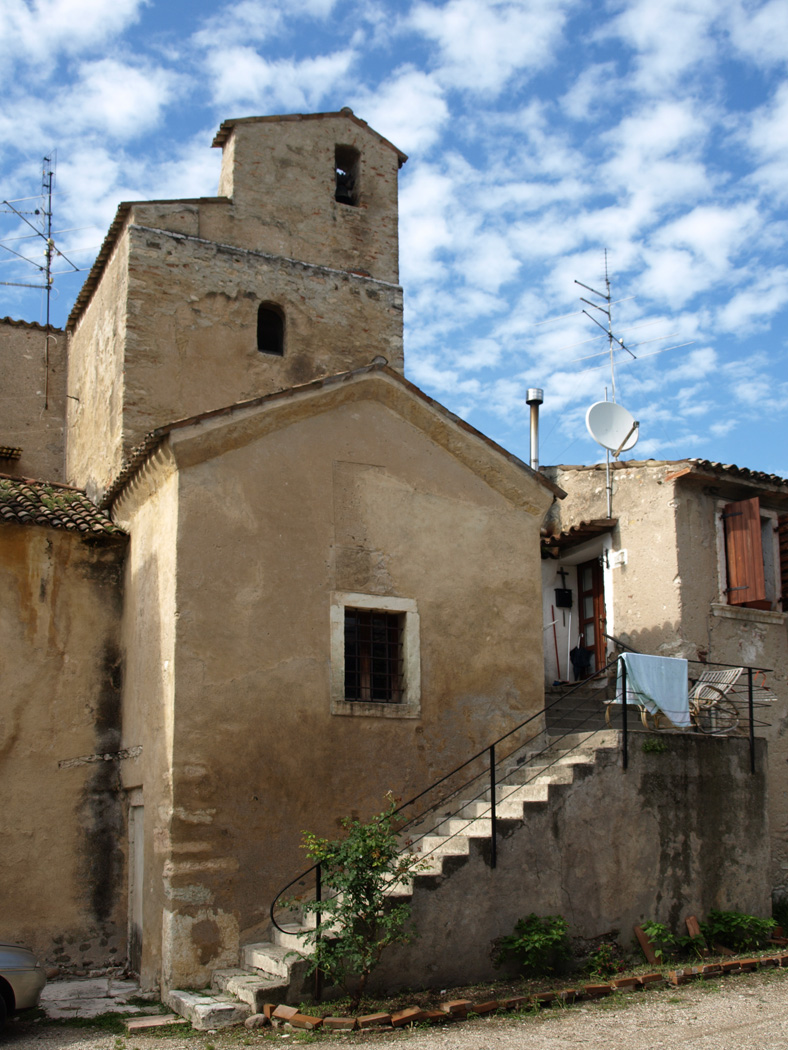
San Zeno, von Wohnbauten umschlossen

Die Kirche San Zeno in Bardolino wurde wahrscheinlich schon im achten Jahrhundert erbaut, 807 fand sie erstmals urkundlich Erwähnung. Benannt ist sie nach dem heiligen Zenon von Verona. Die Kirche ist eines der wenigen Beispiele karolingischer Baukunst in Norditalien und in ihrer ursprünglichen Form nahezu vollständig erhalten. Sie ist eine der wenigen Kirchen im Raum Verona, die nicht durch das Erdbeben von Verona 1117 zerstört wurden. Im 17. Jahrhundert hat man  das Äußere nur geringfügig verändert, außerdem erfolgten seitliche Wohnanbauten.

## Geschichtlicher Hintergrund
Als der Frankenkönig Karl, später der Große genannt, das langobardische Reich niedergeworfen hatte, setzte er seinen Sohn Pippin als König von Italien ein und ließ ihn in Verona residieren. Vor den Toren Veronas entstand die riesige Benediktinerabtei San Zeno, einst eine befestigte Klosterstadt, Lieblingsaufenthalt der deutschen Könige während ihrer Romzüge zur Kaiserkrönung; dieser Abtei übertrugen König Pippin und der Veroneser Bischof Ratoldo in einer Urkunde des Jahres 807 zahlreiche Besitztümer, zu denen auch die namensgleiche Kirche in Bardolino gehörte.
Dieses Bauwerk dokumentiert eine Rückwendung zur Antike, die unter dem Namen karolingische Renaissance in die Geschichte eingegangen ist. Das kunstpolitisch-ideologische Programm der die Nachfolge des römischen Imperiums beanspruchenden Frankenkönige zeigt sich in den Kapitellen jener das Langhaus flankierenden sechs gewaltigen Säulen, die eigentlich funktionslos sind. Sie tragen hauptsächlich die Kapitelle, die – weit entfernt von antiker Perfektion – den Versuch einer Nachbildung antiker Formen darstellen.

## Gliederung  und Gesamteindruck des Bauwerks

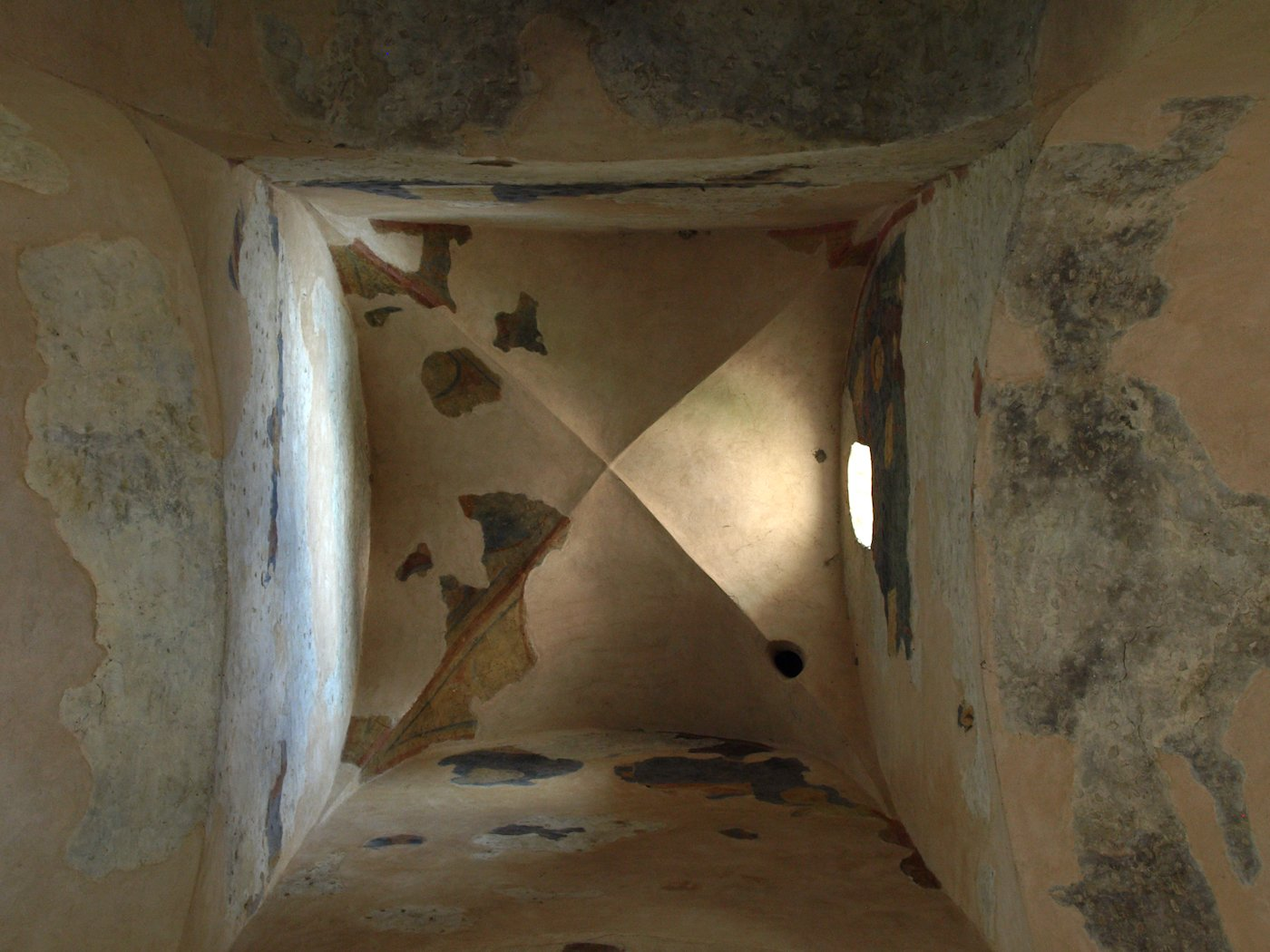
Blick in den Vierungsturm

Das Bauwerk besteht aus einem steilen Raum über einem lateinischen Kreuz mit Tonnengewölben in Haupt- und Querschiff. Wesentlich höher setzt das Kreuzgratgewölbe der Vierung an, so dass man von einem Vierungsturm sprechen kann, der auch außen deutlich in Erscheinung tritt und einen kleinen Glockenträger besitzt.
Deutlich ist ein Streben nach antiker Monumentalität erkennbar: Nichts ist zu spüren vom Charakter der nur wenige Jahrzehnte vorher entstandenen dunklen Intimität der langobardischen Krypta oder der Atmosphäre der gedrungenen, breit gelagerten lombardischen Kirche.

## Säulen

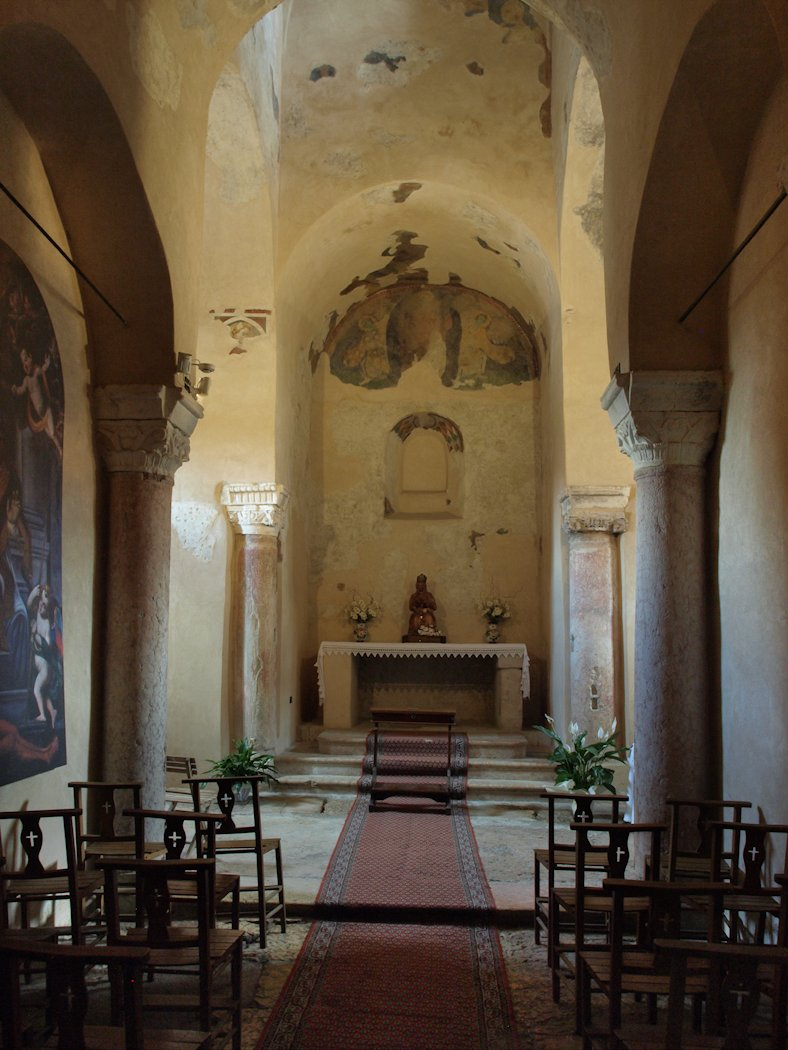
Der Innenraum nach Osten mit aufgesetzten Arkaden (vorne). Nur das Kapitell rechts hinten ist ein original antikes Fragment.

Innen sind vor die Längswände des Schiffes zwei – konstruktiv funktionslose, nur der architektonischen Gestaltung dienende – rundbogige Arkaden auf Säulen aus rotem Marmor gelegt, über denen die Wand aufgemauert ist, so dass sich eine zweischalige Wandstruktur ergibt. Auch die beiden östlichen Ecken der Vierung besetzen gleichartige Säulen, die hier die Mauerecken des Vierungsturmschachtes tragen. Die Kapitelle im Schiff sind grobe karolingische Arbeiten nach antiken korinthischen und ionischen Vorbildern, das südöstliche Vierungskapitell ist das Fragment eines antiken Originals aus dem zweiten Jahrhundert v. Chr., das nordöstliche Pendant die Kopie eines solchen Stücks.

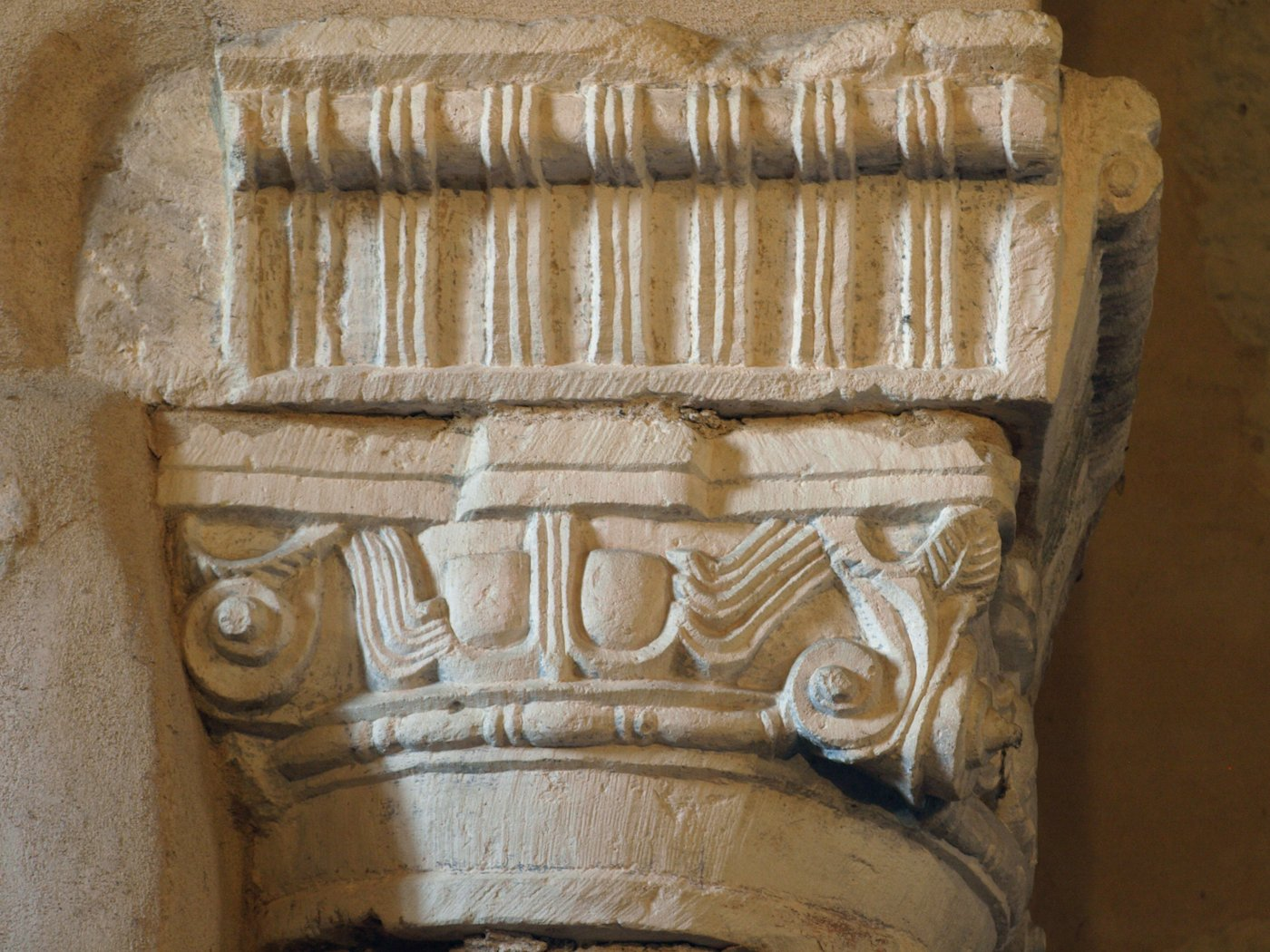
Kapitell nach antikem Vorbild

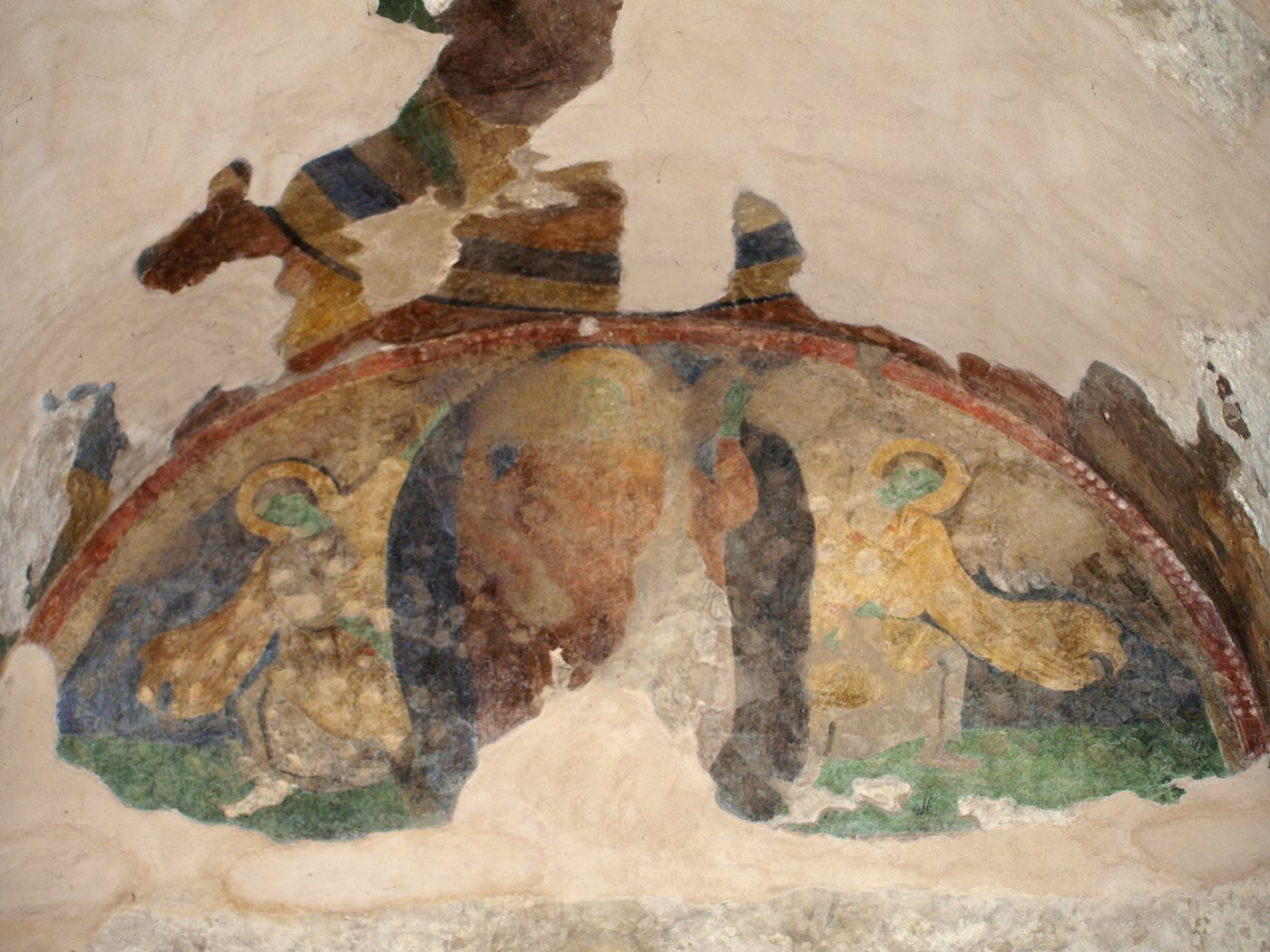
Freskenreste im Chor

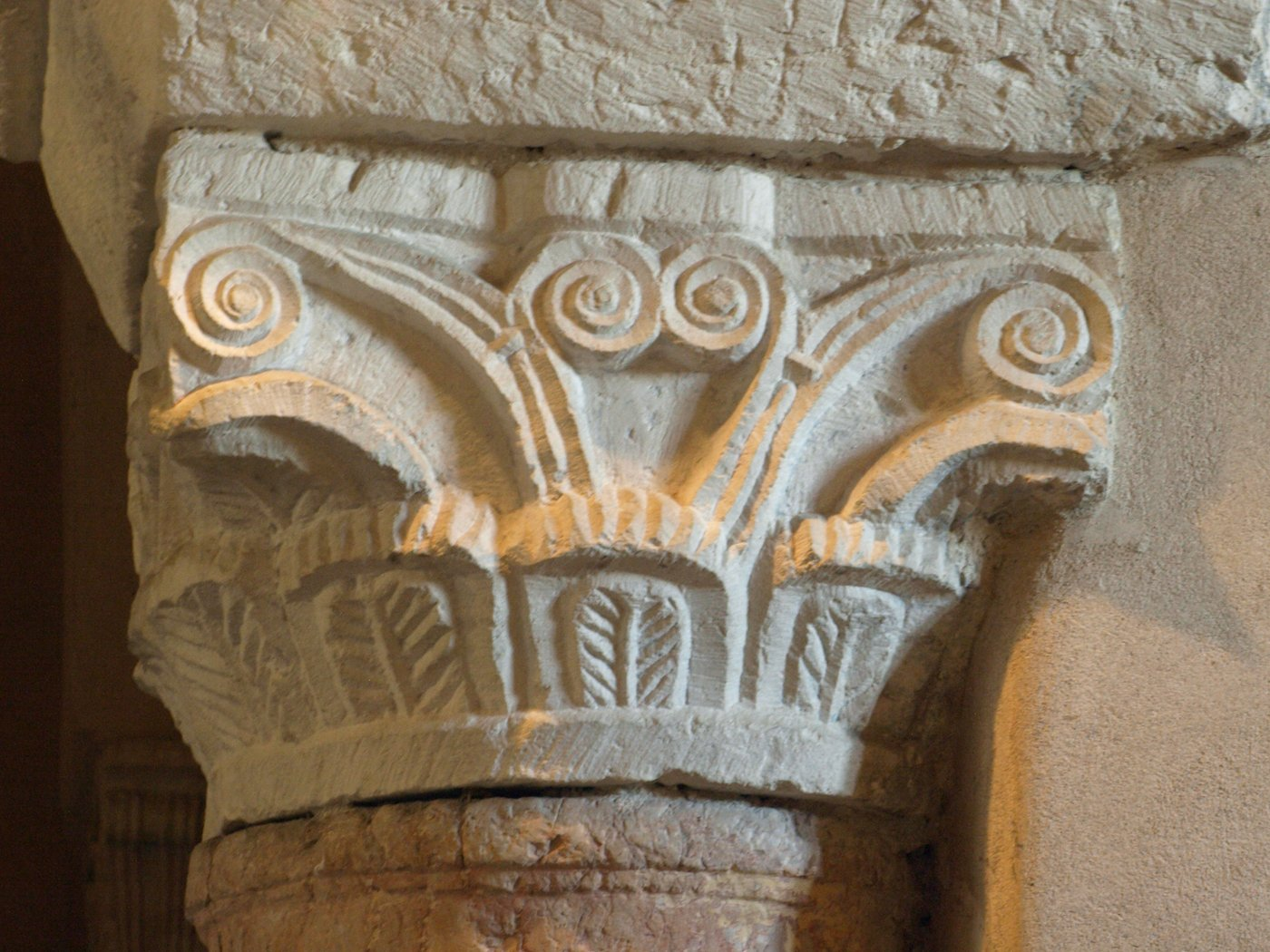
Kapitell nach antikem Vorbild

## Reste der Ausmalung
Beide Querschiffsarme besitzen eine in die Ostwand eingetiefte Apsisnische mit fragmentarisch erhaltenen Fresken („Muttergottes mit Kind und hl. Petrus“), auch an anderen Wänden und dem Vierungsgewölbe sind Reste der ehemals den ganzen Raum umfassenden Ausmalung erhalten.